# Sieppijänkä-Pieruvuoma
Sieppijänkä-Pieruvuoma este o arie protejată (arie specială de conservare — SAC, sit de importanță comunitară — SCI) din Finlanda întinsă pe o suprafață de 1.413 ha, integral pe uscat.

## Localizare
Centrul sitului Sieppijänkä-Pieruvuoma este situat la coordonatele 67°10′16″N 23°46′47″E / 67.1711°N 23.7797°E.

## Înființare
Situl Sieppijänkä-Pieruvuoma a fost declarat sit de importanță comunitară în august 1998 pentru a proteja 4 specii de plante și 1 specie de animale. Situl a fost protejat și ca arie specială de conservare în aprilie 2015.

## Biodiversitate
Situată în ecoregiunea boreală, aria protejată conține 6 habitate naturale: Cursuri de apă de la nivel de câmpie la nivel montan, cu vegetație Ranunculion fluitantis și Callitricho-Batrachion, Izvoare fino-scandinave și mlaștini produse de izvoare bogate în minerale, Mlaștini alcaline, Turbării Aapa, Taiga vestică, Mlaștini împădurite.
La baza desemnării sitului se află mai multe specii protejate:
- plante (4): Hamatocaulis vernicosus, Meesia longiseta, Ranunculus lapponicus, ochii-șoricelului (Saxifraga hirculus)
- mamifere (1): vidră de râu (Lutra lutra)

Pe lângă speciile protejate, pe teritoriul sitului au mai fost identificate 3 specii de plante, 2 specii de păsări, 1 specie de mamifere, 1 specie de nevertebrate, 1 specie de pești.